# Керро (мыза)
Ке́рро (нем. Kerro), также мы́за Кя́ру (эст. Käru mõis) — рыцарская мыза в волости Тюри уезда Ярвамаа, Эстония. До административной реформы местных самоуправлений Эстонии 2017 года находилась на территории уезда Рапламаа, а ещё ранее — уезда Пярнумаа. Согласно историческому административному делению, мыза относилась к приходу Вяндра. В годы Российской империи находилась на территории Лифляндской губернии и относилась к 
Феннерн-Керроскому приходу.

## История мызы
Мыза Керро была основана в 1632 году. В середине XVIII века её отделили от соседней мызы Лелле. Первоначально в качестве главного здания был построен деревянный дом, который позже стал домом управляющего.
Современное главное здание (господский дом) мызы было спроектировано рижским архитектором Робертом Пфлугом в стиле неоренессанса и построено в 1878 году. 17 декабря 1905 года, во время Первой Русской революции, здание было подожжено восставшими крестьянами. Во время Второй мировой войны оно было разрушено ещё больше. Несмотря на это, в нём сохранилось множество исторических предметов и пристроек.
Во времена создания мыза принадлежала семейству фон Штауден (Stauden), с 1841 года владельцем мызы стало дворянское семейство Пиллар фон Пильхау, с 1851 года — семейство фон Дитмар.
Одним из хозяинов мызы был российский геолог Карл Дитмар.
На военно-топографических картах Российской империи (1846–1863 годы), в состав которой входила Эстляндская губерния, мыза обозначена как Керро.
С 1898 года мыза принадлежала дворянскому семейству Рентельн; последней собственницей до отчуждения мызы в 1919 году была Каролина фон Рентельн (Karoline von Renteln).
С 1920-х годов и до 2001 года включительно в главном мызном здании работала школа, в связи с чем внутреннее убранство было переделано; в настоящее время здание находится в частной собственности.

## Мызный комплекс
Главное здание (господский дом) мызы — это одноэтажное в северной части и двухэтажное в центральной части строение; его левая сторона была украшена четырёхэтажной башней. После пожара в 1905 году здание было восстановлено в несколько упрощённом виде: без башни и с меньшим количеством украшений.
Дом управляющего представляет из себя длинное архаичное деревянное здание c полувальмовой крышей. Сохранилось также несколько вспомогательных зданий, в том числе кузница в стиле неоготики с угловыми башнями, напоминающая маленькую крепость. В настоящее время через бывший мызный парк, между старым и новым мызными зданиями в связи с выпрямлением проходит шоссе Рапла—Тюри.
В Государственный регистр памятников культуры Эстонии внесены 4 объекта мызного комплекса:
- главное здание мызы (при инспектировании  22.01.2015 находилось в плохом состоянии)[5],
- мызный парк (находится в удовлетворительном состоянии)[8],
- дом управляющего (при инспектировании 15.10.2018 находился в аварийном состоянии)[9],
- кузница (находится в хорошем состоянии)[10].

## Галерея
- Главное здание мызы Кяру и река Кяру
- Парк мызы Кяру
- Дом управляющего
- Кузница